# HMS Holcombe (L56)
Le HMS Holcombe (pennant number L56) est un destroyer d'escorte de classe Hunt de type III construit pour la Royal Navy pendant la Seconde Guerre mondiale

## Construction
Le Holcombe est commandé le 28 juillet 1940 dans le cadre du programme d'urgence de la guerre de 1940 pour le chantier naval de Alexander Stephen and Sons de Glasgow en Ecosse sous le numéro J1489. La pose de la quille est effectuée le 3 mars 1941, le Holcombe est lancé le 14 avril 1942 et mis en service le 17 septembre 1942.
Il est parrainé par la communauté civile de Farnworth dans le Lancashire pendant la campagne nationale du Warship Week (semaine des navires de guerre) en mars 1942.
Les navires de classe Hunt sont censés répondre au besoin de la Royal Navy d'avoir un grand nombre de petits navires de type destroyer capables à la fois d'escorter des convois et d'opérer avec la flotte. Les Hunt de type III se distinguent des navires précédents type I et II par l'ajout de 2 tubes lance-torpilles au milieu du navire. Pour compenser le poids des tubes lance-torpilles, seuls 2 supports de canons jumeaux de 4 pouces ont été installés, le canon en position "Y" a été retiré, le projecteur étant déplacé vers le pont arrière de l'abri en conséquence. Les Hunt de type III pouvaient être facilement identifiés car ils avaient une cheminée droite avec un sommet incliné et le mât n'avait pas de râteau. Quatorze d'entre eux ont vu leurs ailerons stabilisateurs retirés (ou non installés en premier lieu) et l'espace utilisé pour le mazout supplémentaire.
Le Hunt type III (comme le type II) mesure 80,54 m de longueur entre perpendiculaires et 85,34 m de longueur hors-tout. Le Maître-bau du navire mesure 9,60 m et le tirant d'eau est de 3,51 m. Le déplacement est de 1 070 t standard et de 1 510 t à pleine charge.
Deux chaudières Admiralty produisant de la vapeur à 2 100 kPa (21 bar) et à 327 °C alimentent des turbines à vapeur à engrenages simples Parsons qui entraînent deux arbres d'hélices, générant 19 000 chevaux (14 000 kW) à 380 tr/min. Cela donne une vitesse de 27 nœuds (50 km/h) au navire. 281 t de carburant sont transportés, ce qui donne un rayon d'action nominale de 2 560 milles marins (4 740 km) (bien qu'en service, son rayon d'action tombe à 1 550 milles marins (2 870 km)).
L'armement principal du navire est de quatre canons de 4 pouces QF Mk XVI (102 mm) à double usage (anti-navire et anti-aérien) sur trois supports doubles, avec un support avant et deux arrière. Un armement antiaérien rapproché supplémentaire est fourni par une monture avec des canons quadruple de 2 livres "pom-pom" MK.VII et trois  canons Oerlikon de 20 mm Mk. III montés dans les ailes du pont,. Jusqu'à 110 charges de profondeur pouvaient être transportées , avec deux goulottes de charge en profondeur et  quatre lanceurs de charge en profondeur constituent l'armement anti-sous-marin du navire. Le radar de type 291 et de type 285 sont installés, de même qu'une sonar de type 128,. Le navire avait un effectif de 168 officiers et hommes,.

## Histoire

### Seconde guerre mondiale

#### 1942
Après des essais d'acceptation et sa mise en service, le Holcombe se rend à Scapa Flow le 19 septembre 1942, où il rejoint la Home Fleet, pour continuer à être entièrement équipé. Il est ensuite affecté pour opérer dans la région méditerranéenne. Il rejoint les destroyers Offa (G29), Onslow (G17), Oribi (G66) et Rotherham (H09) pour faire partie de l'escorte du convoi WS24 à Liverpool le 30 octobre. Il se sépare du convoi WS24 le 3 novembre pour continuer vers Freetown en Sierra Leone, et y reste comme escorte pour l'Atlantique.

#### 1943
Le 26 janvier 1943, le Holcombe navigue de Freetown pour escorter le transporteur Illustrious (R87) en route vers l'Angleterre pour des réparations après le service dans l'océan Indien. Il se sépare de Illustrious pour se rendre à Gibraltar et rejoindre la 59e Division de destroyers pour des tâches d'escorte de patrouille et de transport dans la région de la Méditerranée occidentale. En mars, il escorte le convoi militaire KMF10A jusqu'à Alger, et en avril, il escorte les convois militaires UGS8 et KMF15.
De mai à juin, le Holcombe participe aux préparatifs de l'opération Husky, le débarquement allié en Sicile, en Italie. Il est affecté à la protection des convois KMS18, KMF18 et KMF19 à Alger du 7 au 9 juillet pour rassembler des forces, puis se rend à Tunis pour rejoindre les forces amphibies. Le jour du débarquement, le 10 juillet, il effectue des patrouilles de défense aérienne au large de la zone de débarquement, fournit un soutien avec son artillerie et empêche les attaques des torpilleurs ennemis de Schnellboote,,.
En août, le Holcombe est transféré au 46th Escort Group (46e Groupe d'escorte) pour opérer avec la TF88 (Task Force 88 ou Force opérationnelle 88), une force de porte-avions de soutien. Il fait partie de la Force V comprenant les croiseurs légers Euryalus (42), Scylla (98), Charybdis (88), les destroyers d'escorte Cleveland (L46), Atherstone (L05), Liddesdale (L100), Farndale (L70), Calpe (L71), Haydon (L75) et les destroyers polonais ORP Krakowiak et ORP Ślązak pour protéger le porte-avions léger Unicorn (I72)) et les porte-avions d'escorte Battler (D18), Attacker (D02), Hunter (D80) et Stalker (D91). La Force participe à l'opération Avalanche, le débarquement allié à Salerne, en Italie, du 9 au 11 septembre,,.
Après s'être séparé de l'opération Avalanche en octobre, le Holcombe reprend ses fonctions de patrouille et d'escorte dans la région méditerranéenne et, en novembre, il est envoyé à Malte pour mener des opérations d'escorte dans la région de la Méditerranée occidentale. En décembre, il rejoint ses navires-jumeaux (sister ship) Calpe et Tynedale (L96), la frégate Cuckmere (K299) et les destroyers américains Niblack (DD-424), Benson (DD-421) et Wainwright (DD-419) pour participer à l'escorte du convoi KMS34 dans la zone du Centre méditerranéen. Le convoi est attaqué par un sous-marin U-Boot allemand U-223 au large d'Alger le 11 décembre, lorsque le Cuckmere est touché par des torpilles et est gravement endommagé. Le lendemain, le convoi est attaqué par le sous-marin U-593 au large de Jijel, en Algérie, lorsque le Tynedale est touché par une torpille et coule à la position géographique de 37° 10′ N, 6° 05′ E.
Le Holcombe rejoint les escortes du convoi KMS34 et trois bombardiers à moyenne portée Vickers Wellington des 36e et 458e escadrons de la Royal Air Force impliqués dans la recherche du U-593. Cependant, il est touché par une torpille sous-marine T5 et coule dans les cinq minutes au large de Boujie en Algérie, à la position géographique de 37° 20′ N, 5° 50′ E. Parmi les membres d'équipage, 84 sont tués, seulement 80 sont secourus. Le U-593 est contraint de remonter à la surface le 13 décembre après avoir été découvert par l'aviation allié et est attaqué par des charges de profondeur du  Calpe et du Wainwright. Le U-593 est coulé par son équipage à la position géographique de 37° 38′ N, 5° 58′ E, tout son équipage est secouru.

### Honneurs de bataille
- MEDITERRANEAN 1943
- SICILY 1943
- SALERNO  1943

### Commandement
- Lieutenant Commander (Lt.Cdr.) Sidney Hugh Pinchin (RN) du 20 juin 1942 au 16 août 1943
- Lieutenant (Lt.) Frank Maclear Graves (RN) du 16 août 1943 au 12 décembre 1943